# Black Buddafly
Black Buddafly é um grupo feminino da Alemanha, composto pelas irmãs gêmeas Amina (cabelos loiros), nome completo Aminata Schmahl) e Jazz (cabelos castanhos, nome completo é Safietou Schmahl, apelido Safia). Nasceram em 1983 em Hamburgo, Alemanha, e tem uma mãe alemã e um pai do Senegal, Africa. A irmã mais velha, nascida em 1982, Sophie (apelido: Bandi), saiu em 2007 para dar à luz. A família é completada pela meia-irmã caçula.

## Carreira
Seus pais também trabalharam com música. A mãe cantou e o pai praticou jazz. O pai, no entanto, não vivia com a família e elas cresceram sem poder comprar instrumentos e fazer aulas. Aconteceu, que  o maestro Axel Bergstedt viveu na mesma rua em que elas, na cidade de Hamburgo. Ele era, nesta época, maestro da Associação Johann Sebastian Bach, com orquestra, corais e coral infantil, e chamou-as para participar do coral infantil, bancando até a mensalidade e outras despesas. Assim elas formaram as suas vozes com as obras mais famosas de Johann Sebastian Bach, mas também com obras como "O Messias" de Georg Friedrich Händel, e músicas escolhidas de ópera, musical e música popular e gospel. Foram eleitas na presidência do coral e da juventude da associação. Um momento especial foi a participação do coral infantil no musical Ronja Räubertochter (Ronja, a filha do ladrão), um musical de Axel Bergstedt sobre o livro famoso da autora Astrid Lindgren. Sophie (Bandi) participou com o papél de Birk, namorado da Ronja. Pouco tempo depois fundaram a banda Choyce, participaram em projetos de gospel e foram contratadas pela BMG.
Em 2002 as três jovens voaram para Nova York. Dentro de poucas semanas conseguiram contatos com produtores, cantores e bandas famosas e foram convidadas para apresentações. Em 2004 mudaram o nome do grupo para Black Buddafly. Conheceram o pioneiro de hip-hop Russel Simmons e foram contratadas pela companhia dele, a RSMG. Em 2005 lançaram "Rock-A-Bye", e em 2006 "Bad Girl", com o rapper Fabolous.
Quando Sophie saiu em 2007 para dar à luz seu filho Zion Omar, as duas irmãs continuaram como dueto, lançando o álbum Black Buddafly e produzindo a trilha sonora do filme Waist Deep

## Discografia

### Álbuns
- 2007: Black Buddafly

| Ano  | Título                  | Posições nos EUA | Posições nos EUA | Posições nos EUA | Posições nos EUA | Álbum                                  |
| Ano  | Título                  | US Hot 100       | US R&B/Hip-Hop   | UK Singles Chart | AUS Top 50       | Álbum                                  |
| ---- | ----------------------- | ---------------- | ---------------- | ---------------- | ---------------- | -------------------------------------- |
| 2005 | "Rock-A-Bye"            | -                | #70              | -                | -                | Black Buddafly                         |
| 2006 | "Bad Girl ft. Fabolous" | -                | #101             | -                | -                | Black Buddafly; Waist Deep Soundtrack. |